# Middefeitz
Middefeitz ist ein Ortsteil der Gemeinde Zernien in der Samtgemeinde Elbtalaue, die zum niedersächsischen Landkreis Lüchow-Dannenberg gehört. Das Dorf liegt 4 km südlich vom Kernbereich von Zernien. Nördlich von Middefeitz erhebt sich der 142 Meter hohe Hoher Mechtin, die höchste Erhebung im Wendland.

## Geschichte
Die erste urkundliche Erwähnung findet sich in den Urkunden des Obergutes Grabow für das Jahr 1364 unter dem Namen Middevetze, im slawischen mit der Bedeutung "Ort, wo es Honig gibt".
Am 1. Juli 1972 wurde Middefeitz in die Gemeinde Zernien eingegliedert.